# ته هونگ پیو
ته هونگ پیو، (به انگلیسی: Teh Hong Piow) (زاده ۱۴ مارس ۱۹۳۰) کارآفرین، بانکدار و مدیر ارشد اجرایی مالزیایی است، که در سال ۱۹۶۷ پابلیک بانک برحد را تأسیس نمود و در حال حاضر ریاست هیئت مدیره این بانک را برعهده دارد. 
ته هونگ پیو در سال ۲۰۱۳ با دارایی خالص ۶٫۳ میلیارد دلار، در رتبه ۲۱۵ از فهرست ثروتمندترین افراد جهان شناخته شد. وی هم‌اکنون (۲۰۱۴) چهارمین فرد ثروتمند مالزی بشمار می‌آید.